# Nikołaj Zajonczkowski
Nikołaj Czesławowicz Zajonczkowski, ros. Николай Чеславович Зайончковский (ur. 22 lutego 1859 r. w guberni smoleńskiej, zm. 7 marca 1920 r. w Brześciu nad Bugiem) – rosyjski urzędnik państwowy, autor podręczników szkolnych, emigrant
W 1882 ukończył studia na wydziale historyczno-filologicznym uniwersytetu w Moskwie, po czym został nauczycielem łaciny i greki w Rybińsku. W 1889 r. przeszedł do pracy w gimnazjum aleksandrowskim w Rydze, którego został inspektorem w 1891 r. Od 1892 r. pełnił funkcję inspektora derptskiego okręgu szkolnego. W 1903 r. otrzymał tytuł radcy państwowego. W 1904 r. został kuratorem orenburskiego okręgu szkolnego. Od 1906 r. wchodził w skład rady ministra spraw wewnętrznych. W 1907 r. otrzymał tytuł tajnego radcy. W 1912 r. został członkiem rady rosyjskiego zebrania. W 1915 r. objął funkcję zastępcy oberprokuratora synodu. Następnie mianowano go senatorem 1 departamentu. Był autorem podręczników szkolnych dotyczących starożytności dla klas młodszych, a także podręcznika religijnego pt. „Wiera, molitwa i żyzń prawosławnogo christianina”. Napisał ponadto molitwosłow, w którym obok słowiańskich tekstów wprowadził ich rosyjski przekład i komentarze filologiczne. W 1919 r. został aresztowany przez CzeKa. Zwolniono go w wyniku interwencji oddziału prawnego moskiewskiego politycznego czerwonego krzyża, po czym wyjechał do Brześcia nad Bugiem, gdzie zmarł 7 marca 1920 r.